# Ее Хо Хань клуб
Ее Хо Хань клуб (спрощ.: 怡和轩俱乐部; кит. трад.: 怡和軒俱樂部; піньїнь: Yíhéxuān jùlèbù) заснований у 1895 році та розташований на Букіт Пазо Роуд в чайнатуні, був клубом мільйонерів в Сінгапурі. Він функціонував як соціальний та бізнес-клуб, крім того члени клубу брали активну участь в політичному житті Китаю на початку 20-го століття. Клуб підтримав Синьхайську революцію, яка скинула династію Цін, та сприяв встановленню Республіки Китай. Під час другої світової війни тут був центр антияпонського Китайського руху спасіння в Південно-Східній Азії з 1937-го по 1942-й рік. 18 жовтня 1995 року, клуб було зареєстровано як пам’ятку Управлінням національної спадщини Сінгапуру.